# Before I Self Destruct
| Оценки критиков      | Оценки критиков |
| Источник             | Оценка          |
| -------------------- | --------------- |
| Allmusic             | [ 1 ]           |
| The A.V. Club        | (B–)            |
| Entertainment Weekly | (B–)            |
| The New York Times   | mixed           |
| Pitchfork Media      | (6.0/10)        |
| PopMatters           | 7/10            |
| Rolling Stone        | [ 7 ]           |
| Slant Magazine       | [ 8 ]           |
| Spin                 | (5/10)          |
| USA Today            | [ 10 ]          |

Before I Self Destruct (с англ. — «Прежде чем я самоуничтожусь») — четвёртый студийный альбом американского рэпера 50 Cent, выпущенный 9 ноября 2009 года на лейбле Interscope Records в США. Это его последний соло-альбом по контракту с Interscope Records, за исключением альбома Greatest Hits. Также под названием Before I Self Destruct, был снят фильм, который доступен в упаковке альбома. The Invitation Tour состоялся для продвижении альбома и его тогда предстоящего студийного альбома Black Magic, который с тех пор был отменен.

## Об альбоме
Первоначально альбом Before I Self Destruct был запланирован на выпуск в 2007 году. 50 Cent подтвердил, что он уже закончил записывать двенадцать песен для альбома. Тем не менее, он решил выпустить вместо этого альбома другой альбом, Curtis. И таким образом выпуск альбома Before I Self Destruct был перенесен на 2008 год.
На красной ковровой дорожке, в интервью 50 Cent заявил, что когда он работал над альбомом, он писал, продюсировал и снял свой первый фильм. Говорили, что релиз фильма будет совпадать с выходом альбома.
Хотя треклист появился в начале января 2009 года, 50 Cent позже заявил, что он переработал большую часть альбома.
Было заявлено, что на альбоме появиться новый сингл, хотя официально не подтверждённый ещё как сингл, «Crime Wave». «Crime Wave» был выпущен в конце октября 2009 года.
Дата выпуска альбома была первоначально объявлена 4 февраля 2008 года, но позже перенесли на март 2008 года, в связи с датой выхода альбома Curtis, вышедший в сентябре 2007 года. Однако позже выяснилось в интервью с членами группы G-Unit: Tony Yayo и Lloyd Banks, что альбом должен был быть выпущен ещё в течение 4-го квартала 2008 года.
50 Cent сам позже заявил, что альбом должен был быть выпущен 9 декабря 2008 года.
MTV позже сообщил, что альбом будет выпущен 3 февраля 2009 года. Хотя позднее дата выхода была перенесена на март 2009 года. 50 Cent тогда рассказал MTV, что он выпустит альбом в июне после того, как Eminem выпустит Relapse. Тем не менее дата выхода менялась ещё раз, и он переработал большую часть альбома в то время, как альбом Eminem Relapse был уже завершён. Тем не менее, выход альбома перенесён на осень 2009 года. На Jimmy Kimmel Live! 50 Cent заявил, что альбом выйдет «во второй неделе сентября, и я вернусь на улицу, крошка». С датой позже он заявил, что конкретно 11 сентября выйдет его альбом, в то время, как была дата назначена выхода альбома Jay-Z The Blueprint 3. Тем не менее, эти заявления позже опроверг канал MTV, когда они заявили, что 50 Cent только исключительно подтвердил дату выхода на 29 сентября 2009 года. Альбом позже был официально подтвержден, но дата была вновь изменена на 17 ноября 2009 года. Тем не менее в октябре 2009 года, альбом был перенесен на неделю раньше, чем было запланировано 24 ноября 2009 года. Universal выпустил несколько альбомов вперед на 23 ноября 2009 года, в том числе и Before I Self Destruct.
50 заявил, что поскольку альбом просочился в сеть и он получил положительный отзыв, он выпустит альбом на неделю раньше, 16 ноября. Альбом был выпущен только на iTunes Store 9 ноября в 12:00, в то время как физические копии альбома были выпущены только 16 ноября. Так как альбом был выпущен в цифровом виде на неделю раньше, чем выход на CD, Interscope Records попросил Billboard и Nielsen SoundScan отстаивать правило учреждения на 2008 год.

## Музыка

### Концепция
50 Cent заявил телеканалу MTV, что он назвал Before I Self Destruct так, потому что «это „самоуничтожение“ могло в действительности произойти». 50 Cent описал его «мрачным» и более «агрессивным», чем предыдущие работы.

### Производство
В пластинку не попали песни, спродюсированые Rich Harrison, Kanye West, Play-N-Skillz, DJ Premier (песня «Shut Your Bloodclot Mouth»), Timbaland («You Should Be Dead», обнародованная 18 мая 2010 года для цифровой загрузки).
Ty Fyffe опубликовал на YouTube видео встречи с Sha Money XL, на которой он представил биты, которые не попали в альбом.

## Коммерческий успех
Первым синглом с альбома должен был стать «Get Up», который был выпущен 13 октября 2008 года после премьеры на сайте ThisIs50.com. Второй сингл «I Get It In», был выпущен в начале января 2009 года. Оба трека не вошли в альбом. На сингл «Get Up» был снят видеоклип.
Позже 50 Cent анонсировал официальный сингл с альбома «Get It Hot» и клип на песню «So Disrespectful». Однако планы не осуществились. Кроме клипов на синглы «Ok, You’re Right», «Baby by Me» и «Do You Think About Me» существуют видеоклипы на «Crime Wave», «Stretch» и на бонус-трек «Flight 187».
Альбом Before I Self Destruct дебютировал на 5-й строчке чарта Billboard 200 с результатом в 160000 проданных копий за первую неделю. Поскольку релиз альбома появился на iTunes за неделю до выхода CD из-за утечки альбома в сеть 28 октября. Цифровые копии (46000) за первые 7 дней добавили к физическим за следующую неделю. Таким образом, тираж в период между 16 и 22 ноября составляет 114000 копий альбома.
По 2009 год было продано 349153 копий альбома, пластинка занимает 111-ю строчку летнего чарта альбомов.
По двадцать первую неделю (2010 год) в США результат продаж составил 2,500 (188-е).
21 января 2010 года RIAA присвоил альбому золотой статус. Большинство критиков неоднозначно оценили альбом. В издание на Best Buy вошли два DVD с «Прежде чем я себя уничтожу» и биографическим фильмом о Джем Мастер Джея «2 Turntables and a Micorophone:The Life and Death of Jam Master Jay».

## Список композиций
| №   | Название                         | Автор(ы)                                                                              | Продюсер(ы)                 | Длительность |
| --- | -------------------------------- | ------------------------------------------------------------------------------------- | --------------------------- | ------------ |
| 1.  | «The Invitation»                 | Curtis Jackson, Tyrone Fyffe, Manuel Perez                                            | Ty Fyffe, Manny Perez (co.) | 2:54         |
| 2.  | «Then Days Went By»              | Jackson, Darren Billy, Jr., Bill Withers                                              | Lab Ox, Vikaden (co.)       | 3:44         |
| 3.  | «Death to My Enemies»            | Jackson, Andre Young, Mark Batson, Trevor Lawrence, Jr., Dawaun Parker, Mike Elizondo | Dr. Dre, Mark Batson        | 3:46         |
| 4.  | «So Disrespectful»               | Jackson, Justin Henderson, Chris Whitacre                                             | Tha Bizness                 | 3:39         |
| 5.  | «Psycho» (при участии Eminem)    | Jackson, Marshall Mathers, Young, Lawrence, Parker                                    | Dr. Dre, Eminem             | 4:45         |
| 6.  | «Hold Me Down»                   | Jackson, J. Groover, Y. Davis                                                         | Team Ready, J Keys          | 3:19         |
| 7.  | «Crime Wave»                     | Jackson, J. Fragala, D. Zacharias, W. Witherspoon, A Bond                             | Team Demo                   | 3:44         |
| 8.  | «Stretch»                        | Jackson, Ricardo Thomas                                                               | Rick Rock                   | 4:07         |
| 9.  | «Strong Enough»                  | Jackson, C. Ruelas, Q. Hysaw, C. McMurray, G. Jones, P. Sawyer                        | Nascent, QB da Problem      | 3:02         |
| 10. | «Get It Hot»                     | Jackson, M. Davis                                                                     | Black Key                   | 2:59         |
| 11. | «Gangsta's Delight»              | Jackson, Kejuan Muchita, B. Edwards, N. Rodgers                                       | Havoc                       | 3:14         |
| 12. | «I Got Swag»                     | Jackson, R. Frazier, W. Hutchinson, D. Jolicoeur, K. Mercer                           | Dual Output                 | 3:34         |
| 13. | «Baby by Me» (при участии Ne-Yo) | Jackson, Jamal Jones, Shaffer Smith                                                   | Polow da Don                | 3:33         |
| 14. | «Do You Think About Me»          | Jackson, Dana Stinson, Governor Washington                                            | Rockwilder                  | 3:26         |
| 15. | «Ok, You’re Right»               | Jackson, A. Young, M. Batson, T. Lawrence, D. Parker                                  | Dr. Dre, Mark Batson        | 3:04         |

| №   | Название                                   | Автор(ы)                                             | Продюсер(ы) | Длительность |
| --- | ------------------------------------------ | ---------------------------------------------------- | ----------- | ------------ |
| 16. | «Could've Been You» (при участии R. Kelly) | C. Jackson, A. Young, R. Kelly, K. Rahman, C. Injeti | DJ Khalil   | 4:20         |

| №   | Название                                   | Автор(ы)                                             | Продюсер(ы) | Длительность |
| --- | ------------------------------------------ | ---------------------------------------------------- | ----------- | ------------ |
| 16. | «Could've Been You» (при участии R. Kelly) | C. Jackson, A. Young, R. Kelly, K. Rahman, C. Injeti | DJ Khalil   | 4:20         |
| 17. | «Flight 187»                               | C. Jackson                                           | Phoenix     | 4:23         |

| №   | Название                                   | Автор(ы)                                             | Продюсер(ы) | Длительность |
| --- | ------------------------------------------ | ---------------------------------------------------- | ----------- | ------------ |
| 16. | «Could've Been You» (при участии R. Kelly) | C. Jackson, A. Young, R. Kelly, K. Rahman, C. Injeti | DJ Khalil   | 4:20         |
| 17. | «Flight 187»                               | C. Jackson                                           | Phoenix     | 4:23         |
| 18. | «Man's World»                              | C. Jackson                                           | Ky Miller   | 2:51         |

Примечания
- Трек 14, не указан в титрах альбома вокальный исполнитель Governor.

Список композиций, семплы которых были использованы:
- Для «Then Days Went By» семплы были взяты из «Ain’t No Sunshine» в исполнении Michael Jackson.
- Для «Psycho» семплы были взяты из «The Age of Love (OPM Mix)» в исполнении Age of Love.
- Для «Crime Wave» семплы были взяты из «I Can’t Believe You’re Gone» в исполнении The Barrino Brothers, и «This Is Family» в исполнении Fabolous.
- Для «Strong Enough» семплы были взяты из «If I Were Your Woman» в исполнении Gladys Knight & the Pips.
- Для «Gangsta’s Delight» семплы были взяты из «Rapper’s Delight» в исполнении The Sugarhill Gang.
- Для «I Got Swag» семплы были взяты из «A Love That’s Worth Having» в исполнении Willie Hutch; «Plug Tunin'» в исполнении De La Soul.
- Для «Baby by Me» семплы были взяты из «I Get Money» в исполнении 50 Cent.

## Персонал
- Curtis Jackson — вокал, исполнительный продюсер
- Michael Clervoix — исполнительный продюсер
- Steve Baughman — миксовка песен 1-2, 4, 6, 8-9, 11-12 и 14
- Mark Batson — клавишные в 3 и 5 песен
- Dawaun Parker — клавишные в 3 и 5 песен
- Ryan Terry (Tedkins) — вокал в 5 песне; клавиши в 7 песне
- Trevor Lawrence — клавишные в 3 и 5 песнях
- Mike Elizondo — клавишные в 3 песне
- Andre Young — миксовка в 3, 5 и 16 песне
- Marshall Mathers — выступление в 5 песне
- Ky Miller — миксовка в 7, 10 и 15 песне
- Shaffer Smith — вокал в 13 песне
- Fabian Marasciullo — миксовка в 13 песне
- Governor Washington — дополнительный вокал в 14 песне
- Chris Grayson — дополнительные клавишные в 14 песне
- Khalil Abdul-Rahman — клавишные и программирование ударных в 16 песне
- Pranam Injeti — гитара и бас в 16 песне
- Robert Kelly — гостевой вокал в 16 песне (international version)
- Jovan Dais — гостевой вокал в 18 песне (deluxe version)

## Позиции в чартах
| Чарт(2009)                            | Высшая позиция |
| ------------------------------------- | -------------- |
| Australian Albums Chart               | 19             |
| Austrian Albums Chart                 | 41             |
| Belgian Albums Chart (Flanders)       | 34             |
| Belgian Albums Chart (Wallonia)       | 47             |
| Canadian Albums Chart                 | 11             |
| Dutch Albums Chart                    | 54             |
| European Top 100 Albums               | 22             |
| French Albums Chart                   | 15             |
| German Albums Chart                   | 36             |
| Irish Albums Chart                    | 18             |
| Italian Albums Chart                  | 67             |
| New Zealand Albums Chart              | 35             |
| Swiss Albums Chart                    | 13             |
| UK Albums Chart                       | 22             |
| U.S. Billboard 200                    | 5              |
| U.S. Billboard Top R&B/Hip-Hop Albums | 1              |
| U.S. Billboard Top Rap Albums         | 1              |

## История издания
| Страна   | Дата           | Лейбл                   | Формат                                                |
| -------- | -------------- | ----------------------- | ----------------------------------------------------- |
| США      | 9 Ноября 2009  | Interscope Records      | iTunes загрузка                                       |
| Германия | 13 Ноября 2009 | Universal Music         | CD, CD+DVD, загрузка                                  |
| Британия | 16 Ноября 2009 | Interscope Records      | CD, Super Deluxe Edition CD+2 DVD (Отдельная покупка) |
| Британия | 16 Ноября 2009 | Polydor Records         | CD, загрузка                                          |
| Франция  | 16 Ноября 2009 | Interscope Records      | CD, загрузка                                          |
| Япония   | 18 Ноября 2009 | Universal International | CD, загрузка                                          |
| Бразилия | 27 Ноября 2009 | Universal Music         | CD, загрузка                                          |